# Bundesautobahn 241
L'autoroute allemande 241 (Bundesautobahn 241 en allemand et BAB 241 en abrégé) était autrefois une autoroute située dans le nord de l'Allemagne dans le land de Mecklembourg-Poméranie-Occidentale. 
Ce tronçon ne reliait pas directement les deux villes de Wismar et Schwerin. Il était nécessaire d'emprunter d'autres axes de circulation pour atteindre les deux villes.
Enfin, Schwerin était plus rapidement accessible par l'autoroute 24 et de loin préférée des automobilistes allemands.
En 2006, l'autoroute fut complétée et intégrée dans le nouveau tracé de l'autoroute A14.